# José Vantolrá
José Raymundo Vantolrá Rangel (30 de març de 1943) és un exfutbolista mexicà. El seu pare fou el futbolista català Martí Ventolrà.

## Selecció de Mèxic
Va formar part de l'equip mexicà a la Copa del Món de 1970.